# Théo Olivarez
Théo Olivarez (Metz, 29 janvier 1924 - Thionville, 3 décembre 2006) est un footballeur français qui évoluait au poste de gardien de but.
Il est de 1944 à 1948 joueur du Football Club de Metz.